# Базука
M1 «Базу́ка» (англ. Bazooka) — американское название динамореактивного (без отдачи при выстреле) ручного противотанкового гранатомёта. Иногда базукой называют любой гранатомёт.
M1 является переносной ракетной установкой, а не безоткатным орудием — граната имеет ракетный двигатель. Американский гранатомёт M1 был одной из наиболее оригинальных разновидностей пехотного противотанкового оружия Второй мировой войны. Название «базука» после войны стало нарицательным и часто используется для обозначения противотанкового гранатомёта вообще, прежде всего в США (и вообще какого-либо большого и мощного орудия). Название происходит от медного духового музыкального инструмента в виде раздвижной прямой полой трубы, изобретённого в начале XX века американским комиком Бобом Бёрнсом. Этот гранатомёт был сконструирован в ходе работ над ракетным оружием, проводившихся, начиная с 1930 года, на испытательном полигоне Абердин в штате Мэриленд.

## Конструкция

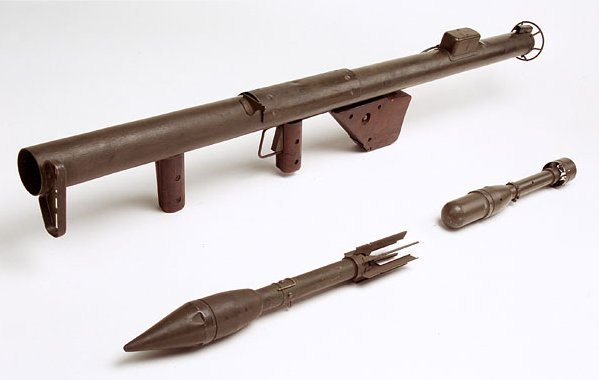
M1 с боеприпасами M6A1 и M6A3

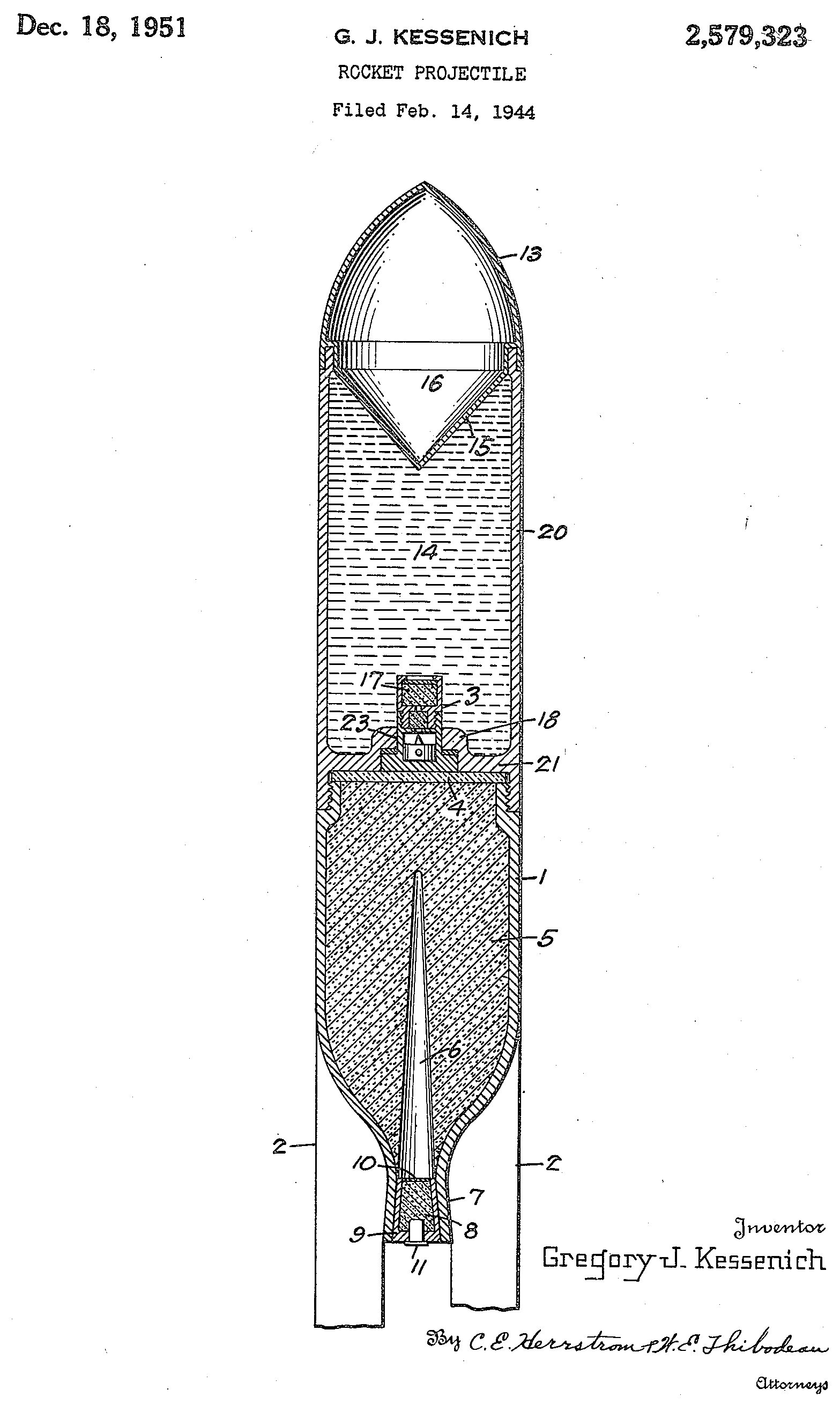
Схема из патента

По принципу действия реактивный противотанковый гранатомёт относился к динамореактивному оружию, имел калибр 60 миллиметров и состоял из открытой с обеих сторон гладкостенной стальной трубы длиной 1,37 м, электровоспламенительного устройства, предохранительной коробки с контактным стержнем, прицельных устройств и плечевого упора. Масса гранатомёта 8 кг.
Вышибной пороховой заряд у M1 был закреплён на гранате, таким образом, внутри трубы граната двигалась как ракета, а после вылета двигалась по инерции (маршевого ракетного двигателя граната не имела). Иногда не весь пороховой заряд успевал сгореть к моменту вылета, что приводило к ожогам лица. (В отличие от M1, у «Фаустпатрона» вышибной заряд крепился в трубе, а у «Панцершрека» ракетный двигатель работал на всём пути к цели).
На заднем торце трубы было закреплено кольцо, облегчающее вкладывание выстрела в канал ствола, а на переднем торце имелся щит, предохраняющий стрелка от действия раскалённых газов ракетного двигателя гранаты. Электровоспламенительное устройство, служившее для воспламенения реактивного заряда гранаты, состояло из двух сухих батареек, сигнальной лампочки, электропроводки и контактного спускового крючка. Сухие батареи и сигнальная лампочка находились внутри плечевого упора.

### Боеприпасы
Боеприпас M6 (для M1), M6A1 (для M1A1):
- боевая часть: кумулятивная, масса взрывчатого вещества: 0,7 кг,
- длина: 55 см,
- диаметр: 60 мм,
- масса: 1,59 кг.

## M-20 «Супербазука»

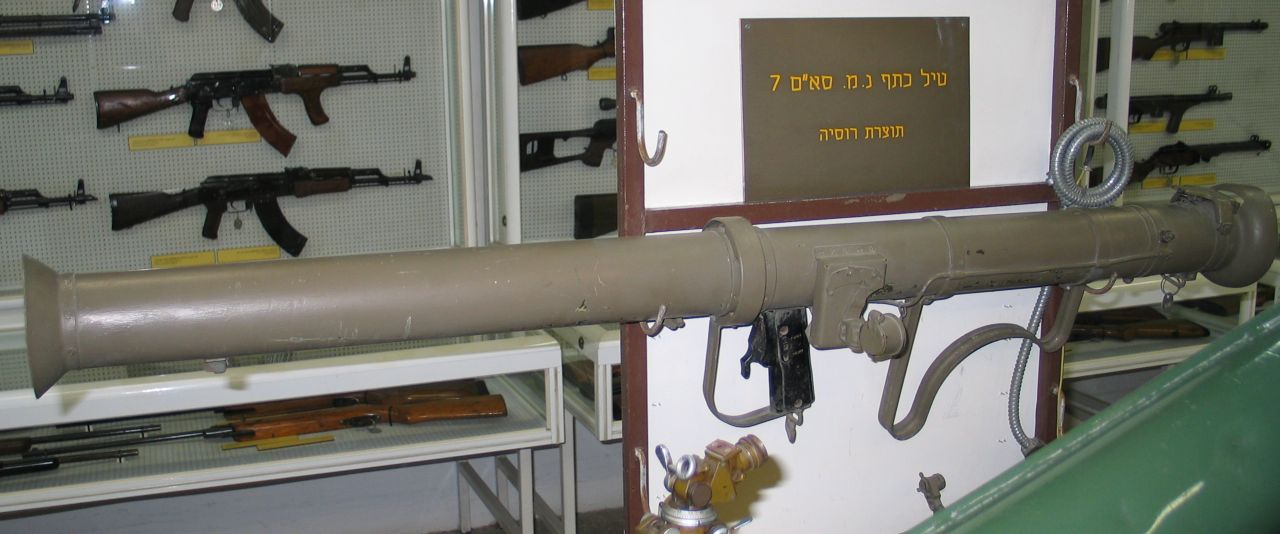
M20 «Супербазука» 88,9 мм (3,5 дюйма)

Успех более мощных немецких Панцершреков стал причиной того, что Базука была полностью переработана в конце Второй мировой войны. Увеличенная, 90-мм модель была названа «Супербазука». Хотя она имела поверхностное сходство с Панцершреком, M20 была более эффективной при использовании в противотанковых целях, имела бо́льшую пробивную способность и была почти на 20 % легче, чем её немецкий аналог. M20 имела калибр 88,9 мм, массу 6,5 кг и выстреливала 4-кг ракету M28A2.
Базука состояла из открытой разборной гладкоствольной трубы, устройства для выстрела, которое помещается в рукоятке ружья, откидных сошек, плечевого упора со стояком и оптического прицела. Базука М-20 предназначена для стрельбы кумулятивными и осколочными гранатами на расстояние до 450 м; масса базуки М-20 — 5,89 кг, гранаты — 4,04 кг; скорострельность — 3—4 выстрела на минуту.
Обслуживает базуку расчёт из 2 человек с заявленной скоростью стрельбы до шести выстрелов в минуту.
Как и её предшественник, M20 также могла запускать ракеты с обычной (M29A2) или  дымовой (T127E3/M30) боеголовками. Кумулятивная граната базуки пробивает броню до 280 мм.
Опыт, накопленный при эксплуатации предыдущей Базуки, говорил о чувствительности как её самой, так и боеприпасов к влаге в суровых условиях, поэтому боеприпасы для нового оружия хранились во влагостойкой упаковке, а практическое руководство для M20 содержит подробные инструкции по смазке пусковой установки и её техническому обслуживанию, а также хранению боеприпасов.
Когда оружие подготавливалось к отправке из арсенала, наносилось противогрибковое покрытие на все электрические контакты, в дополнение к cosmoline-покрытию (мазь Космолин, применяемая, в данном случае, для защиты от коррозии) в ручной магнето, которой поджигаются ракеты. После доставки, перед практической стрельбой, эти покрытия с готовых M20 удалялись растворителем.

## Боевое применение

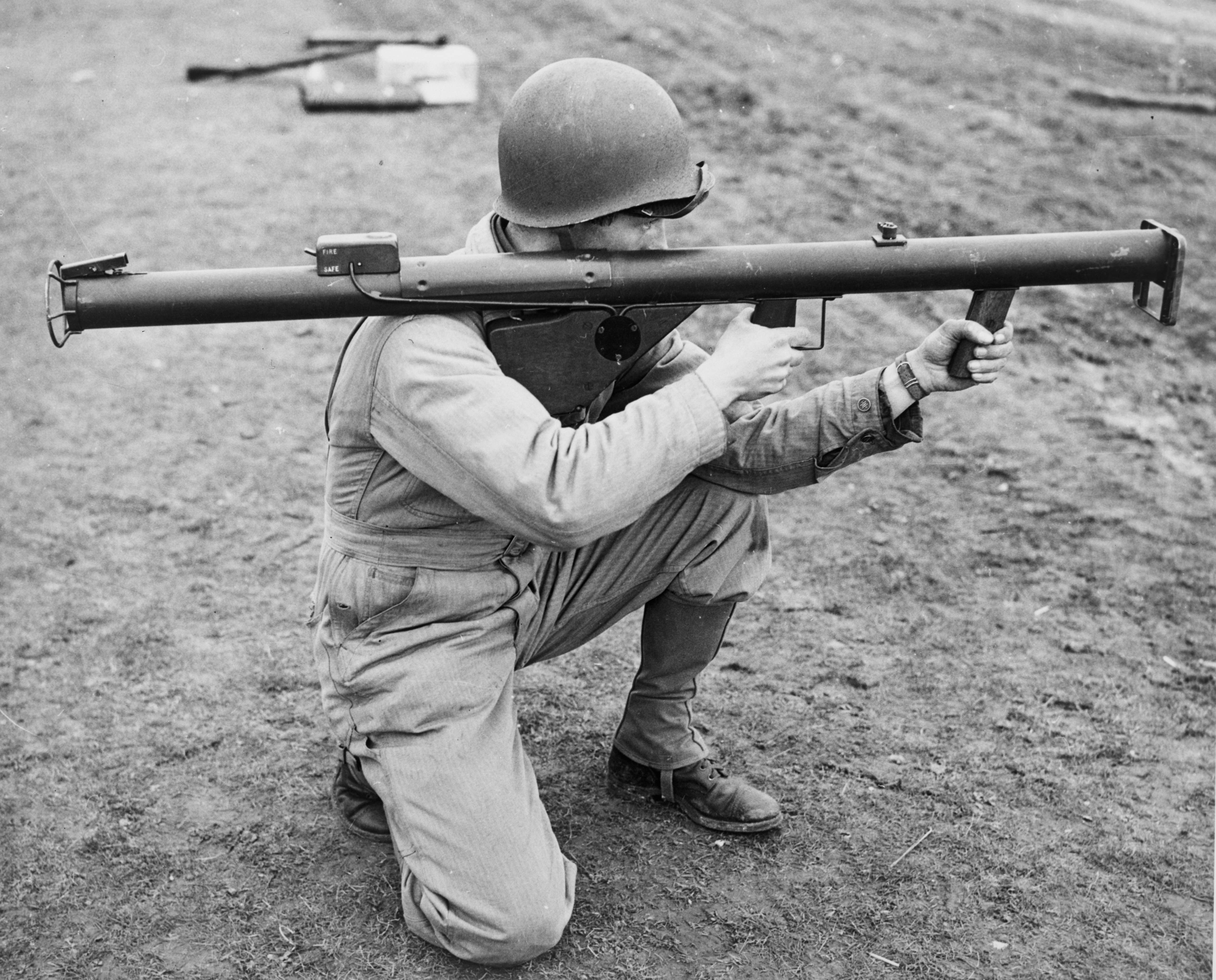

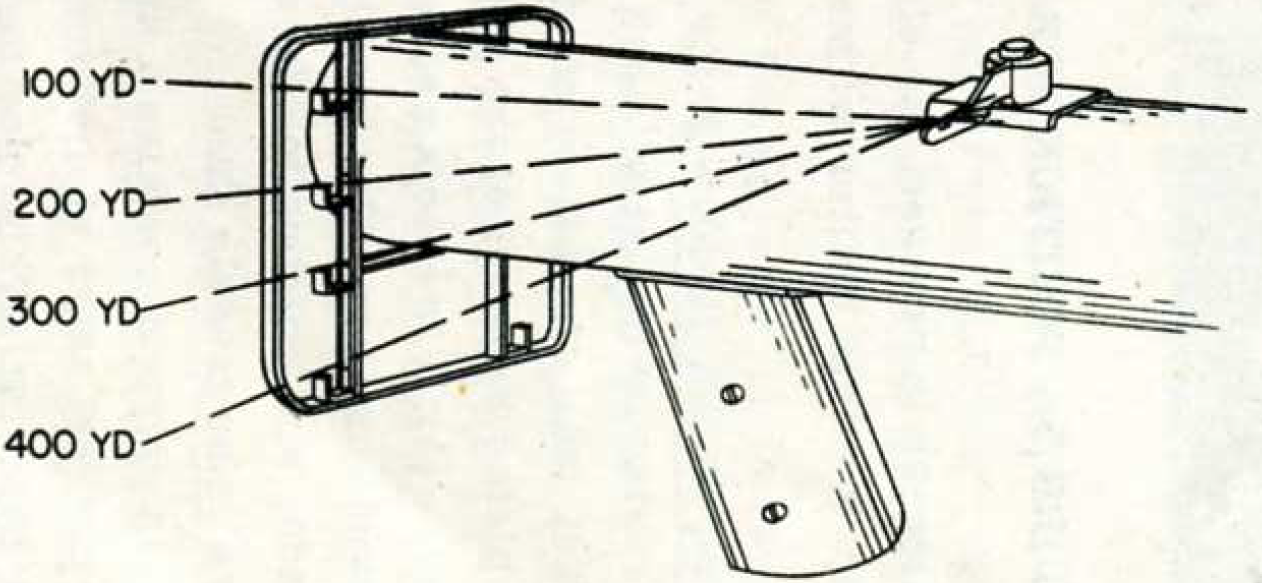
прицел Базуки

### Вторая мировая война
В ноябре 1942 года, перед началом операции «Факел», первые 2,36-дюймовые M1 были переданы на вооружение подразделений армии США, в дальнейшем они использовались в ходе североафриканской кампании. Эти первые гранатомёты были эффективным оружием только на очень коротких дистанциях, в то время как пехотинцам было сложно незаметно приблизиться к танку в условиях открытой пустынной местности, которая преобладала в Тунисе, поэтому в ходе всей кампании в Тунисе командованием войск США не было зафиксировано ни одного достоверного случая уничтожения танка с использованием «базуки».
В конце 1943 года был разработан новый вариант гранатомёта — M9 с более мощной ракетой M6A3, однако на фронте к этому времени появились новые образцы немецкой бронетехники, имевших усиленное бронирование.
Некоторое количество этих гранатомётов поставлялось по ленд-лизу союзникам США по антигитлеровской коалиции, и если англичане невысоко оценили это оружие и в боях не использовали, то в РККА ему сразу же нашли применение. Всего Красная Армия получила 3000 базук в конце 1942 года. В последующие годы поставки не производились.

### Корейская война
Сокращения бюджетных ассигнований, инициированные после Второй мировой войны министром обороны Л. Джонсоном, фактически отменили предполагаемое широкое внедрение M20. Поэтому первоначально развёртываемые в Корее силы США были вооружены исключительно М9 и M9A1 с боеприпасами M6A3, из старых запасов на складах со времён Второй мировой войны.
На начальных этапах Корейской войны имели место жалобы из-за неэффективности М9 и M9A1 против используемой северокорейцами советской бронетехники.

### Вьетнамская война
M20 «Супер Базука» использовалась на ранних этапах войны во Вьетнаме морской пехотой США перед постепенным переходом на гранатомёт M67 и, позднее, на M72 LAW.
Хотя случаи уничтожения вражеской бронетехники оказывались чрезвычайно редкими по причине почти полного её отсутствия у противника, он с успехом применялся против фортификационных сооружений и укреплений. M20 оставался на службе в вооружённых силах Южного Вьетнама и местных сил до конца 1960-х годов.

## Варианты и модификации
- M1 — первый вариант, 60-мм (2,36-дюймовый) гранатомёт, принятый на вооружение армии США в 1942 году.
- M9 — модель образца 1944 года
- M20 «Super Bazooka» — 88,9-мм модель
- в 1966 году в США была разработана противобортовая противотранспортная мина М24 (представлявшая собой выстрел от 88,9-мм гранатомёта М20 «Super Bazooka» в пластмассовой трубе, оснащённой спусковым механизмом и кабелем-индикатором) — выстрел происходил при наезде бронемашины на кабель[4].

## Страны-эксплуатанты
- Вьетнам — некоторое количество использовалось бойцами Вьетминя в ходе войны 1945—1954 годов в Индокитае, один из первых случаев применения гранатомётов «базука» (для стрельбы по огневым точкам) был отмечен в феврале 1950 года при атаке на форт Фо-Лу[5].
- Куба — 75 шт. гранатомётов М20 США передали для «бригады 2506» (после разгрома бригады в боях 17—18 апреля 1961 года у Плая-Хирон эти гранатомёты и 464 выстрела к ним оказались в распоряжении кубинских войск)[6]
- Португалия — вооружённые силы Португалии использовали некоторое количество M9A1 и M20 в их заморских департаментах в Африке во время португальских колониальных войн, М20 состояла на вооружении под обозначением Lanca Foguetes 8,9cm m/54.
- СССР — 3 000 и 8 500 ракет, полученных по ленд-лизу[7].
- США
- Турция — на вооружении турецкой армии[8].
- Франция — Вооружённые силы Франции использовали M1A1, M9A1 и M20 в ходе войны в Индокитае и войны в Алжире, в 1970-е годы были заменены гранатомётами LRAC F1.
- Южная Корея — в сентябре 1948 года при выводе оккупационных войск США с Корейского полуострова часть вооружения эвакуируемых войск США (в том числе, 2,36-дюймовые противотанковые гранатомёты «базука») была передана для формируемых подразделений южнокорейских войск[9]. В 1949 году из США начались поставки дополнительного вооружения по программе военной помощи и только в течение 1949 года США передали для южнокорейской армии ещё 2 тыс. противотанковых гранатомётов «базука»[10]. После начала летом 1950 года Корейской войны из США было получено дополнительное количество вооружения.
- Япония — в 1950-е годы поступили на вооружение сил самообороны, с 1979 года началась их замена на Carl Gustav.